# Хоппен, Ежи
Е́жи Хо́ппен (пол. Jerzy Hoppen; 23 марта 1891, Ковно — 4 ноября 1969, Торунь) — польский живописец, график, историк искусства, педагог, реставратор.

## Биография
Родился в Ковно. Учился в Академии изящных искусств в Кракове (1913), затем в Петрограде (1914—1917), потом на отделении изящных искусств Университета Стефана Батория в Вильно (с 1921 года). В 1924—1925 годах продолжил учёбу во Париже. В 1934 году получил диплом художника пластика УСБ.
С 1925 года преподавал на курсах Виленского общества художников („Wileńskie Towarzystwo Artystów Plastyków“). Начиная с 1931 года преподавал в должности адъюнкта в УСБ, руководил кафедрой графики; с 1939 года доцент отделения изящных искусств УСБ. В 1940-1942 годах преподавал в Вильнюсской художественной академии, некоторое время работал в Художественном музее (1944—1946).
После Второй мировой войны с 1946 года был профессором отделения изящных искусств Университета Николая Коперника в Торуни, до 1961 года — заведующим кафедрой графики.

## Творчество
Автор пейзажей (в том числе серий пейзажей Вильнюса) и портретов. Занимался офортом (циклы офортов на исторические, бытовые, урбанистические темы), театральными декорациями, иллюстрациями и оформлением книг, экслибрисом. Занимался также фотографией и оставил серию документальных фотоснимков исторических местностей Литвы.
В 1929—1932 годах реставрировал декор залов Смуглевича и Лелевеля Виленского университета. В 1933 году сделал копии фресок Тракайского замка. В 1938—1939 годах в технике сграффито декорировал Епископскую капеллу Кафедрального собора Святого Станислава в Вильнюсе, в 1942—1943 годах принимал участие в оформлении декора костёлов в Лентварисе и Пярлое, в 1944 году — интерьера костёла Святых Иакова и Филиппа в Вильнюсе.